# Place (Reddit)
Place – projekt i eksperyment społeczny, hostowany w serwisie społecznościowym Reddit, który rozpoczął się w prima aprilis w 2017 roku, od tego czasu powtórzono go ponownie w prima aprilis w 2022 roku oraz w lipcu 2023 roku.
Eksperyment z 2017 r. obejmował płótno pikseli znajdujące się na subreddicie o nazwie r/place, na którym zarejestrowani użytkownicy mogli edytować piksele, kolorując je na jeden z 16 dostępnych kolorów. Po zmianie piksela zegar uniemożliwiał użytkownikowi dalsze zmiany na okres wahający się od 5 do 20 minut. Eksperyment został wymyślony przez Josha Wardle’a. Został zakończony przez administratorów około 72 godziny po jego rozpoczęciu – 3 kwietnia 2017 roku. Edycji dokonało ponad milion użytkowników, umieszczając w sumie około 16 milionów pikseli, a w momencie zakończenia eksperymentu ponad 90 tys. użytkowników aktywnie przeglądało lub edytowało płótno. Eksperyment został wyróżniony za przedstawienie kultury społeczności Reddit i kultury internetowej jako całości.
1 kwietnia 2022 r. Reddit rozpoczął ponownie eksperyment, który trwał cztery dni. 20 lipca 2023 r. Reddit rozpoczął eksperyment po raz trzeci i trwał sześć dni.

## Przegląd
Eksperyment, podczas edycji 2017, opierał się na subreddicie o nazwie r/place, w którym indywidualni zarejestrowani użytkownicy mogli umieścić pojedynczy kolorowy piksel (lub "kafelek") na płótnie online składającym się z miliona (1000 x 1000) kwadratów pikseli i odczekać określony czas przed umieszczeniem kolejnego. W 2017 roku czas oczekiwania wahał się od 5 do 20 minut w trakcie eksperymentu, a użytkownik mógł wybrać kolor swojego piksela z palety szesnastu kolorów. Edycja z 2022 roku rozpoczęła się od tego samego rozmiaru i kolorów co w 2017 roku, ale płótno zostało później rozszerzone do czterech milionów (2000 x 2000) pikseli, a paleta stopniowo zyskiwała szesnaście kolejnych kolorów, w sumie 32. Edycja z 2023 roku również rozpoczęła się od tego samego rozmiaru co edycje z 2022 i 2017 roku (1000 x 1000) i rozpoczęła się od 8 kolorów. Później rozszerzono ją do 2 milionów (2000 x 1000) pikseli z 16 kolorami, a następnie do 6 milionów (3000 x 2000) pikseli z 32 kolorami.
Administratorzy Reddita mają możliwość umieszczania dowolnej liczby pikseli i mogą korzystać z tej możliwości w celu usuwania obraźliwych treści z r/place. Wytyczne określają te treści jako nagość, mowę nienawiści, ukierunkowane nękanie lub inne budzące zastrzeżenia treści. Ta moc została zilustrowana w 2023 roku, kiedy usunięto wiadomości wyrażające przemoc wobec dyrektora generalnego Reddit Steve’a Huffmana, a także niektóre obrazy seksualne.

## 2017
Wczesne godziny eksperymentu charakteryzowały się losowym rozmieszczaniem pikseli i chaotycznymi próbami tworzenia obrazów. Wśród pierwszych wyraźnych sekcji płótna, które się pojawiły, znajdował się narożnik całkowicie niebieskich pikseli (o nazwie „Blue Corner”) i hołd złożony Pokémonom. W miarę rozwoju płótna, niektóre społeczności subredditów, takie jak te zajmujące się grami wideo, drużynami sportowymi i poszczególnymi krajami, koordynowały wysiłki użytkowników, aby przejąć i udekorować poszczególne sekcje. To często powodowało konflikty między społecznościami, rywalizującymi o przestrzeń na płótnie. W sumie zaangażowane były tysiące społeczności, skupionych wokół różnych subredditów.
Inne sekcje płótna zostały opracowane przez społeczności i wysiłki koordynacyjne stworzone specjalnie na to wydarzenie. Kilka pixel artów wykiełkowało ze współpracy tych społeczności, takich jak fikcyjne postacie, memy internetowe, flagi i odtworzenia słynnych dzieł sztuki, takich jak Mona Lisa i Gwiaździsta noc. Kilka samozwańczych „kultów” powstało również w celu tworzenia i utrzymywania różnych emblematycznych cech, takich jak (czarna) pustka, pochłaniająca sztukę w niczym innym, jak tylko czerni, zielona krata, wspomniany niebieski róg i wielokolorowa „tęczowa droga”. W momencie zakończenia eksperymentu 3 kwietnia 2017 roku ponad 90 000 użytkowników oglądało i edytowało płótno, a ponad milion użytkowników umieściło łącznie około 16 milionów pikseli. Analiza wykazała, że ostateczna wersja eksperymentu z 2017 roku składała się ze sztuki pochodzącej z ponad 800 społeczności.
r/place zostało pochwalone za barwną reprezentację społeczności internetowej Reddit. The A.V. Club nazwał to „łagodnym, kolorowym sposobem dla użytkowników Reddita na robienie tego, co robią najlepiej: kłócenie się ze sobą o rzeczy, które kochają”. Gizmodo nazwał to „świadectwem zdolności Internetu do współpracy”. Wielu komentatorów opisało eksperyment jako szerszą reprezentację kultury internetowej. Niektórzy komentowali również pozorny związek między składem ostatecznego płótna a poszczególnymi społecznościami w Reddicie, które istnieją niezależnie, ale współpracują jako część większej społeczności. Newsweek nazwał to „najlepszym dotychczas eksperymentem Internetu”, a autor z Ars Technica zasugerował, że duch współpracy r/place stanowił model walki z ekstremizmem w społecznościach internetowych. Eksperyment spotkał się z pewną krytyką za brak ochrony przed użyciem botów, gdy użytkownicy używali skryptów i makr do automatycznego rysowania na płótnie.

## 2022
28 marca 2022 roku ogłoszono ponowne uruchomienie Place, co nastąpiło 1 kwietnia 2022 roku, a eksperyment trwał cztery dni. W czasie trwania projektu nastąpiły dwa poszerzenia płótna w celu uzyskania większej przestrzeni, a w drugim i trzecim dniu rozszerzono również paletę kolorów. W przeciwieństwie do 2017 roku poszczególne subreddity natychmiast zaczęły koordynować projektowanie grafiki pikselowej, a na Discordzie i Twitchu powstały społeczności próbujące rozszerzyć istniejącą grafikę, zastąpić zniszczone piksele i nałożyć nowe obrazy na istniejące. Na koniec 3,5 dniowego eksperymentu ponad 10,5 miliona użytkowników umieściło prawie 160 miliony pikseli, w tempie ponad 2 milionów pikseli na godzinę. Z tych zmian pikseli około 26 milionów było zbędnych (ten sam kolor niż poprzednio na tym samym pikselu, ale przez innego użytkownika). Liczby te, wyodrębnione z surowych danych, nie są takie, jak wspomniano w tych błędnych artykułach. Ostatniego dnia, przed zakończeniem wydarzenia, użytkownicy zostali ograniczeni do umieszczania tylko białych pikseli. Całe płótno stopniowo wypełniało się białą przestrzenią, co przywracało je do pierwotnego, pustego stanu.
Powszechnie widoczne były odniesienia do kultury popularnej, memów internetowych i polityki. Społeczności fandomowe uczestniczyły w akcji, tworząc reprezentatywne ilustracje swoich subkultur. Podobnie jak w 2017 roku, większość prac stanowiły flagi państw. Obejmowało to wsparcie dla Ukrainy podczas rosyjskiej inwazji na Ukrainę, na której prezydent Ukrainy Wołodymyr Zełenski został przedstawiony w okularach przeciwsłonecznych, a społeczność, która narysowała kanadyjską flagę, miała problem z prawidłowym narysowaniem liścia klonu na fladze.
Popularni streamerzy na Twitchu interweniowali w wydarzeniu, instruując swoich widzów, aby szybko rysowali loga i symbole, często na istniejących obrazach. Streamer Félix Lengyel, lepiej znany w sieci jako xQc, osiągnął szczyt z 233 000 jednoczesnych widzów na swoim streamie dzięki wydarzeniu, co jest jego osobistym rekordem. Widzowie Lengyela często byli blokowani przez administratorów Reddita, a Lengyel powiedział, że otrzymał więcej gróźb śmierci w ciągu jednej godziny niż przez sześć lat streamowania.

## 2023
Reddit ponownie uruchomił projekt współpracy r/place 20 lipca 2023 roku pod hasłem „Właściwe miejsce, zły czas”, pośród kilku niepopularnych decyzji podjętych przez firmę, które zniechęciły użytkowników Reddita, w tym jedną, która doprowadziła do kontrowersji wokół interfejsu API, która wpłynęła na aplikacje innych firm Reddita. Ogłaszając powrót, Reddit stwierdził: „Hej, jaki lepszy czas, aby zaoferować naszym społecznościom puste płótno niż wtedy, gdy nasi użytkownicy i moderatorzy są najbardziej namiętni… prawda?”
W pierwszym dniu eksperymentu w 2023 roku na płótnie umieszczono wiele napisów „fuck spez” („spez” to nazwa użytkownika Reddita CEO Steve’a Huffmana). Niektóre były dużego rozmiaru, niektóre małego. Inny napis na płótnie, znaleziony wśród sztuki Niemiec, głosił: „u/spez ist ein Hurensohn”, co oznacza „u/spez jest sukinsynem”. Witryna The Messenger poinformowała, że dzieło sztuki r/place „spez” pod gilotyną zostało usunięte przez Reddita; gdy The Messenger poprosił Reddita o komentarz, Reddit oświadczył, że egzekwuje swoje zasady (które nie zezwalają na ukierunkowaną nienawiść do osób). Tymczasem kilka innych napisów na płótnie po prostu stwierdzało „API”. Był też napis na płótnie „nigdy nie zapomnij, co zostało nam skradzione”, który popierał społeczność Save3rdPartyApps. W miarę rozwoju płócien pojawiło się więcej protestów przeciwko Huffmanowi, na przykład wiadomość „spez = twat” wysłana przez użytkowników tworzących sztukę o tematyce brytyjskiej.
Oprócz protestów artystycznych na Reddicie, wiele wczesnych prac to flagi oraz wielokolorowy napis na płótnie „DICKS”. Do najbardziej znaczących wkładów należeli użytkownicy subredditów Touhou Project, osu! i Hatsune Miku, którzy współpracowali, aby ponownie animować na płótnie teledysk do utworu „Bad Apple!!”. Powstały również prace artystyczne przedstawiające grę Genshin Impact, koty w okularach przeciwsłonecznych, kartę Pokémon Charizard oraz hołd dla zmarłego YouTubera Minecraft Technoblade.
Płótno zostało rozszerzone sześć razy, a projekt zakończył się 25 lipca 2023 roku. Podczas ostatnich godzin użytkownicy mogli umieszczać wyłącznie kafelki w odcieniach szarości. Użytkownicy w ramach protestu ułożyli na środku tablicy napis „FUCK SPEZ!” wielkimi, białymi literami. Do końca projektu całe płótno zostało ostatecznie wypełnione białą przestrzenią.